# Roland Höppner

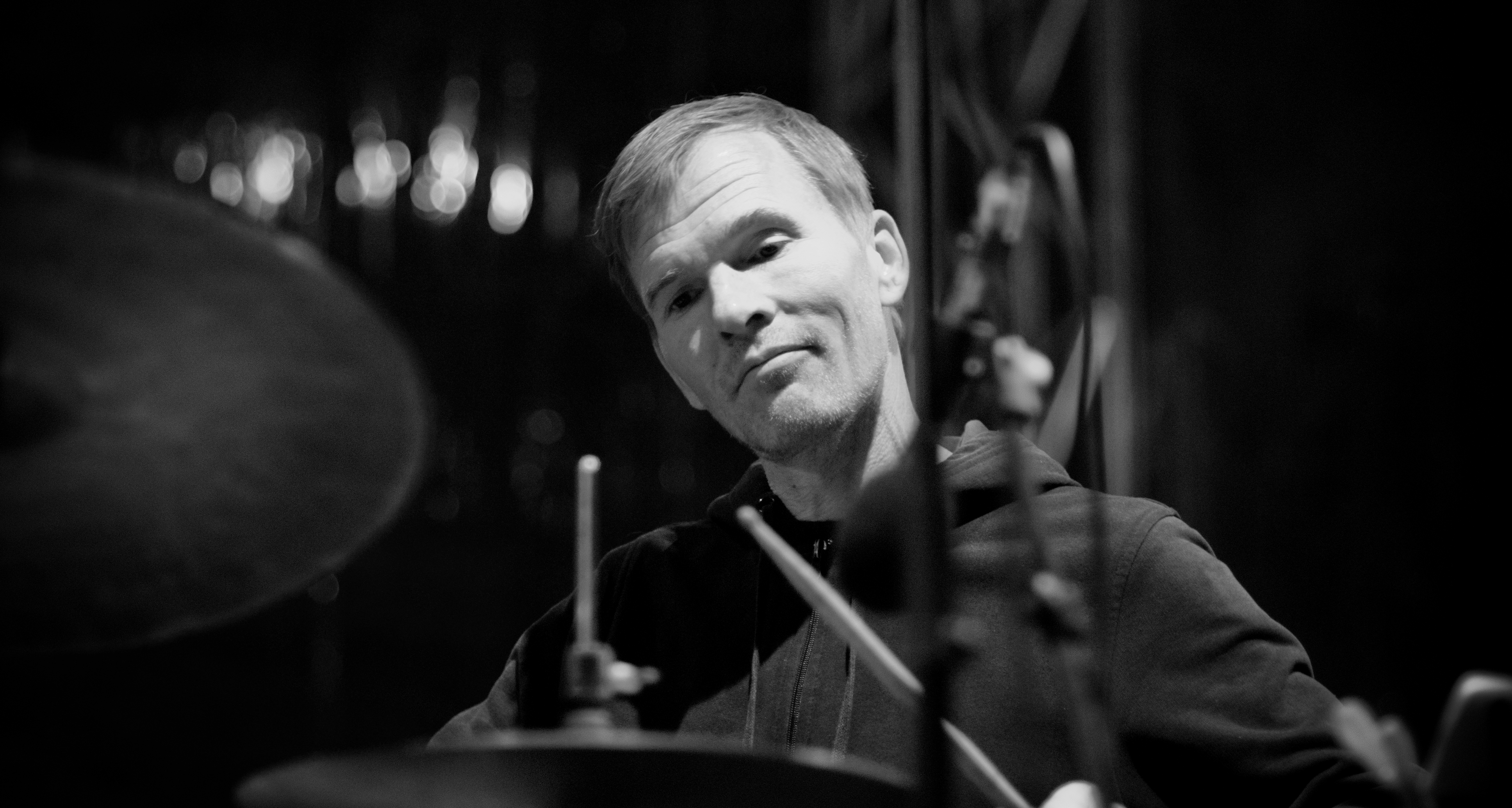
Roland Höppner, 2010

Roland Höppner (* 25. Juli 1967 in Herne) ist ein deutscher Jazzschlagzeuger.

## Werdegang
Höppner begann im Alter von sieben Jahren Klavier zu spielen. 1982 nahm er den ersten Schlagzeugunterricht und war bereits im Folgejahr Preisträger beim Wettbewerb Jugend jazzt. Von 1988 bis 1996 studierte er Instrumentalpädagogik an der Hochschule für Musik Köln. Seit 1989 unterrichtet er Schlagzeug an der Offenen Jazzhausschule Köln sowie seit einigen Jahren an der Kölner Musikhochschule.
Er spielte in Gruppen wie dem Eugen Cicero Trio, der Matthias Broede Group und dem Claudius Valk Trio und trat mit Musikern wie Matthias Nadolny, Werner Neumann, Jeanne Caroll, Denise Brooks und Helge Schneider auf. Er wirkte an CD-Aufnahmen der Delbroux Bass Society, von Double You, Nadja Schubert, des Andreas Schickentanz Quintett, von Amy Antin und von Johannes Schenk and Friends mit.

## Diskographische Hinweise
- Ruth Juon Sings Jazz, 1989–96
- Andreas Schickentanz: Flat Earth News mit Paul Heller, Matthias Nadolny, Jürgen Grimm, Alexandra Nauditt, Christian Ramond, Rainer Wind, 1998
- Johannes Schenk & Friends - feat. Charlie Mariano: As Time Goes B.A.C.H., 2000
- Ro Gebhardt & Band: On My Mind mit Pierre-Alain Goualch, Martin Gjakonovski, Gernot Kögel, Andrea Reichhart, Jochen Krämer, 2003
- Ro Gebhardts Intercontinental: Oasis mit Pierre-Alain Goualch, Harvie Swartz, 2004
- Johannes Schenk and Friends: As Time Goes B.A.C.H. II mit Charlie Mariano, 2005
- Uli Brodersen: The Journey mit Tobias Weindorf, Gero Körner, Sascha Delbrouck, Christian Röhm, Matthias Bergmann, 2007
- Ro Gebhardt & Friends: European Jam